# Helmut Sakowski

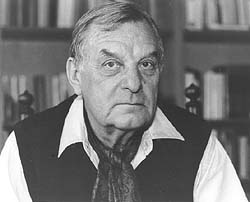
Helmut Sakowski (1992)

Helmut Sakowski (* 1. Juni 1924 in Jüterbog; † 9. Dezember 2005 in Wesenberg) war ein deutscher Schriftsteller, dessen literarische Laufbahn weitgehend mit der DDR verbunden war. In seinen Romanen, Reportagen, Erzählungen, Hörspielen, Drehbüchern und Fernsehspielen stellte er Etappen der sozialistischen Entwicklung auf dem Lande dar. Nach der Wende wurde er vor allem als Kinder- und Jugendbuchautor bekannt.

## Leben
Helmut Sakowski verlebte seine Kindheit in Thüringen. 1942 trat er der NSDAP bei. 1943 wurde er nach Abschluss seiner Forstlehre Soldat und geriet in Kriegsgefangenschaft. Nach seiner Entlassung 1946 wurde er zunächst Hilfsförster, trat 1947 der SED bei und lernte von 1947 bis 1949 auf der Fachschule für Forstwirtschaft in Stollberg den Beruf des Försters. Danach war er zwei Jahre im Ministerium für Land- und Forstwirtschaft tätig. 1951 übernahm er die Leitung des Forstamtes in Salzwedel. 1958 ließ er sich als Revierförster nach Krumke bei Osterburg (Altmark) versetzen, weil er hoffte, in dieser Stellung mehr Zeit für seine schriftstellerische Arbeit zu haben. Als er mit seinen Büchern erfolgreich wurde, gab er 1961 den Försterberuf auf und zog nach Mecklenburg. Neben seiner Schriftstellertätigkeit war er Abgeordneter im Kreistag Salzwedel, seit 1973 Mitglied im Zentralkomitee der SED, seit 1961 Mitglied der Deutschen Akademie der Künste und ab 1968 Vizepräsident des Kulturbundes der DDR.
Im Jahr 2005 starb Sakowski in seinem Haus in Wesenberg nach längerem Herzleiden im Alter von 81 Jahren.

### Künstlerisches Schaffen
Sakowski reflektierte in seinen Werken vor allem das Leben der „einfachen“ Menschen. Während er in seinen in der DDR erschienenen Romanen und Erzählungen zumeist die jüngere Geschichte (der Kollektivierung der Landwirtschaft, die Entwicklung der LPGen) als Sujet bemüht, wird in dem nach der Wende erschienenen Hauptwerk, der Klevenow-Trilogie, die Entwicklung seiner mecklenburgischen Wahlheimat ab dem 19. Jahrhundert beleuchtet. Nach der Wende wandte er sich dann auch vermehrt dem Bereich der Kinder- und Jugendliteratur zu.
Sakowskis Stil ist dabei überaus humorvoll und lebensecht. Viele seiner Helden und „Nebenrollen“ haben reale Vorbilder, die meisten Lokalitäten seiner Romane und Erzählungen lassen sich geografisch verorten.
Zu seinen bekanntesten Büchern gehört Daniel Druskat. Nach ihm wurde der gleichnamige Fernsehmehrteiler (mit Manfred Krug, Hilmar Thate, Ursula Karusseit und Angelica Domröse in den Hauptrollen) gedreht, der nach der Wende mit Wendenburg und Ein Herzog in Wendenburg fortgesetzt wurde.

## Auszeichnungen und Ehrungen
- 1959: Nationalpreis der DDR
- 1963: Lessing-Preis der DDR
- 1964: Fritz-Reuter-Preis
- 1965: Nationalpreis der DDR
- 1968: Nationalpreis der DDR
- 1969: Literaturpreis des FDGB
- 1969: Literaturpreis des DFD
- 1972: Nationalpreis der DDR

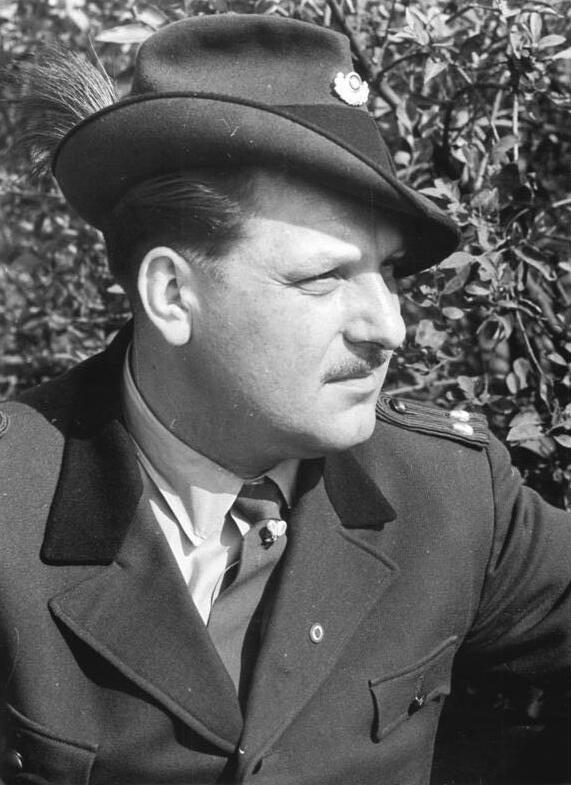
Helmut Sakowski (1959)

- 1981: Kunstpreis des FDGB für Verflucht und geliebt
- 1984: Ehrenspange zum Vaterländischen Verdienstorden in Gold[3]
- 1987: DDR-Hörspielpreis für Schrei der Wildgänse (Autorenpreis der Kritiker)
- 1988: DDR-Hörspielpreis für Die letzte Erbschaft (Hörspielpreis der Hörer)
- 1989: Großer Stern der Völkerfreundschaft

## Werke
Erzählungen, Novellen, Romane
- Zwei Frauen, Erzählungen, Aufbau-Verlag, Berlin 1959
- Die Säge im Langenmoor, Fernsehspiel, Aufbau-Verlag Berlin/DDR 1960
- Sommer in Heidkau,           Fernsehspiel, Henschelverlag Berlin/DDR 1967
- Wege übers Land, Dramatischer Fernsehroman, Mitteldeutscher Verlag Halle (Saale) 1969
- Zwei Zentner Leichtigkeit, Geschichten, Verlag Neues Leben, Berlin/DDR 1970
- Daniel Druskat, Roman, Verlag Neues Leben Berlin/DDR 1976
- Verflucht und geliebt, Roman, Verlag Neues Leben Berlin/DDR 1981
- Wie ein Vogel im Schwarm, Roman, Verlag Neues Leben Berlin/DDR 1984
- Die letzte Hochzeit, Lebensgeschichten, Verlag Neues Leben Berlin/DDR 1988, ISBN 3-355-00850-8
- Mutig waren wir nicht, Ein Bericht / Wie ein Vogel im Schwarm (Ungekürzte Fassung), Roman, Reiher Verlag Berlin 1990, ISBN 3-910163-00-9
- Stiller Ort – Oll mochum, Novelle. Verlag Neues Leben, Berlin 1991, ISBN 3-355-01189-4
- Die Schwäne von Klevenow: ein Mecklenburg-Roman, Aufbau-Verlag Berlin 1993, ISBN 3-351-02224-7
- Schwarze Hochzeit auf Klevenow, Roman, Aufbau-Verlag Berlin 1994, ISBN 3-351-02271-9
- Wendenburg, Roman, Aufbau-Verlag Berlin 1995, ISBN 3-351-02327-8
- Die Erben von Klevenow, Roman, Aufbau-Verlag Berlin, 2000, ISBN 3-351-02889-X
- Ein Herzog in Wendenburg, Roman, Aufbau Taschenbuch Verlag Berlin 2000, ISBN 3-7466-1367-1
- Die Geliebte des Hochmeisters, Roman, Aufbau-Verlag Berlin 2004, ISBN 3-351-02981-0
- Wege übers Land, Roman, Aufbau Taschenbuch Verlag Berlin 2005, ISBN 3-7466-1361-2

Kinder- und Jugendbücher
- Wie brate ich eine Maus oder die Lebenskerben des kleinen Raoul Habenicht, Erzählung, Verlag Neues Leben Berlin/DDR 1987, ISBN 3-355-00379-4
- Katja Henkelpott, Thienemann Verlag, Stuttgart 1992
- Aber der Mond gehört mir, Thienemann Verlag, Stuttgart 1993
- Prinzessin, wir machen die Fliege, Thienemann Verlag, Stuttgart 1993
- Katja Henkelpott und die Schlangenkönigin, Thienemann Verlag, Stuttgart 1995
- Munzo und ich. Lebenskerben oder Scheidung ist nicht komisch, Rowohlt Verlag, Reinbek 1996
- Katja Henkelpott kommt in die Schule, Thienemann Verlag, Stuttgart 1998

Theaterstücke
- Weiberzwist und Liebeslist, Schwank, Henschelverlag, Berlin 1953
- Die Entscheidung der Lene Mattke, Schauspiel, Henschelverlag, Berlin 1960
- Steine im Weg, Volksstück, Henschelverlag, Berlin 1962
- Sommer in Heidkau, Volksstück, Henschelverlag, Berlin 1966

Hörspiele
- Eine Frau kommt ins Dorf, 1959
- Verlorenes Land?, 1960
- Schrei der Wildgänse, 1986
- Die letzte Hochzeit, 1987

Sonstige Publikationen
- Christel Berger (Herausgeberin): Das Wagnis des Schreibens. Aufsätze, Reden, Reportagen, Briefe und Interviews. Verlag Neues Leben, Berlin/DDR 1983.
- Künstler und Kulturbund – Kulturbund und Künste. 1985.
- Das Leben eines Revolutionärs. Gustav Szinda erinnert sich. Offizin Andersen Nexö, Leipzig 1989.
- Sonntag, den ... Briefe aus einer Stadt, Drehbuch 1970

Verfilmungen
- Eine Nacht und kein Morgen (DDR 1962), unter der Regie von Wolfgang Luderer mit Helga Göring, Hannjo Hasse und anderen.
- Sommer in Heidkau                           (DDR 1964) mit Erik S. Klein, Lissy Tempelhof u. a.
- Tiefe Furchen                                     (DDR 1965) unter der Regie von Lutz Köhlert
- Wege übers Land (DDR, 1968; 5 Teile), unter der Regie von Martin Eckermann mit Ursula Karusseit, Manfred Krug und anderen.
- Die Verschworenen (DDR, 1971; 4 Teile), unter der Regie von Martin Eckermann mit Manfred Krug, Armin Mueller-Stahl und anderen.
- Daniel Druskat (DDR, 1976; 5 Teile), unter der Regie von Lothar Bellag mit Hilmar Thate, Manfred Krug und anderen.
- Verflucht und geliebt (DDR 1980/81), unter der Regie von Martin Eckermann mit Renate Krößner und anderen.
- Wie ein Vogel im Schwarm (Deutschland 1990), unter der Regie von Lothar Bellag mit Käthe Reichel und anderen.